# يوشر هاشيا
يوشر هاشيا (مواليد 19 سبتمبر 1926) هو مبارز بالسيف إندونيسي، مثّل بلاده في الألعاب الأولمبية الصيفية 1960.

## روابط رياضية
يوشر هاشيا على موقع أوليمبيديا (الإنجليزية)